# Gaius Iulius Statius Severus
Gaius Iulius Statius Severus war ein im 2. Jahrhundert n. Chr. lebender römischer Politiker.
Durch zwei Militärdiplome, die auf den 3. November und den 28. Dezember 154 datiert sind, ist belegt, dass Statius Severus 154 zusammen mit Titus Iunius Severus Suffektkonsul war; die beiden übten dieses Amt vom 1. November bis zum Ende des Jahres aus.